# Abd ar-Rahman al-Iryani

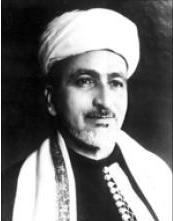
Abdul Rahman al-Iriani

Qādī Abd ar-Rahman Yahya al-Iryani (arabisch عبد الرحمن الإرياني, DMG ʿAbd ar-Raḥmān al-Iryānī), gelegentlich auch Abdul Rahman Yahya al-Iriani Abd ar-Rahman al-Eryani oder Iriyani (* um 1910, in Ibb, Nordjemen; † 14. März 1998 in Syrien), war von November 1967 bis Juni 1974 Staatsoberhaupt der Jemenitischen Arabischen Republik und einziger Zivilist in diesem Amt.

## Leben und Wirken
Abd ar-Rahman al-Iryani war der Sohn des aus der Ortschaft Iryan stammenden Obersten Richters des Königreichs Jemen und wurde selbst Richter, nahm aber schon 1948 an einer antimonarchistischen Verschwörung teil, woraufhin er inhaftiert und sogar zum Tode verurteilt, dann aber 1954 doch vom König begnadigt wurde. Nach der Revolte von 1955 erneut inhaftiert, wurde al-Iryani erst nach dem Sturz der Monarchie 1962 freigelassen. In der republikanischen Regierung Abdullah as-Sallals wurde er zunächst Minister für religiöse Angelegenheiten bzw. Justizminister und Vizepremier, nach dem Rücktritt konservativer Politiker aus dem Revolutionsrat dann vom 5. Oktober 1963 bis 10. Februar 1964 sogar Premierminister der Republik.
Im Bürgerkrieg mit den Royalisten befürwortete al-Iryani eine Kompromisslösung mit verhandlungsbereiten konservativen Stammesscheichs. Mit diesem Ziel wurde nach dem Abzug der ägyptischen Verbündeten am 5. November 1967 as-Sallal gestürzt und ein dreiköpfiger Präsidentschaftsrat unter al-Iryanis Vorsitz gebildet. Mit der Regierungsbildung beauftragte al-Iriani wiederholt Muhsin al-Aini oder Hassan al-Amri.
Unter Vermittlung Saudi-Arabiens kam 1970 eine Versöhnung mit kompromissbereiten Konservativen und ein Ende des Bürgerkriegs zustande. Dafür nahmen fortan die Spannungen mit der Demokratischen Volksrepublik Jemen (Südjemen) zu, nachdem eine 1972 geplante Vereinigung gescheitert war. Die darüber ausgebrochene Unzufriedenheit und sich ausbreitende wirtschaftliche Probleme führten schließlich zu al-Iryanis Sturz. Ein militärischer Kommandorat unter Ibrahim al-Hamdi übernahm am 13. Juli 1974 die Macht.
Al-Iryani floh ins Exil nach Syrien und leitete dort eine zaiditische Exilgemeinde. Einer Einladung des jemenitischen Präsidenten Salih folgend, kehrte er 1980 zunächst nach Jemen zurück, entschied sich aber 1981 doch für die Fortsetzung seines Exils in Syrien, wo er 1998 verstarb.